# Izolda Vasziljevna Izvickaja
Izolda Vasziljevna Izvickaja (oroszul: Изольда Васильевна Извицкая; Dzerzsinszk, 1932. június 21. – Moszkva, 1971. március 1.) orosz szovjet színésznő.

## Pályája
A Gorkiji (ma: Nyizsnyij Novgorod-i) terület terület egyik kisvárosában született. Apja vegyész, anyja pedagógus volt. Tizennyolc évesen fölvették a moszkvai filmfőiskolára (VGIK), ahol 1955-ben szerzett diplomát, de már egy évvel korábban is feltűnt kisebb filmszerepekben. Egyik korai filmjének forgatásán ismerkedett meg Eduard Bredun színésszel, akinek nem sokkal később felesége lett. 
Még friss volt diplomája, amikor váratlanul megbízást kapott Grigorij Csuhraj A negyvenegyedik című polgárháborús filmjének női főszerepére. Ebben fiatal partizánlányt alakít, akinek őrzésére bíztak egy hírvivő fehérgárdista tisztet; beleszeret foglyába, de amikor küldetésének teljesítésében másképp nem tudja őt megakadályozni, agyonlövi. Partnere az akkor már ismert és népszerű Oleg Sztrizsenov volt. (A témát 1926-ban már Jakov Protazanov rendező is filmre vitte.) Ez a szerep, az érzelmi élet változásainak élethű ábrázolása hozta meg Izvickaja számára a sikert, lényegében az egyetlen igazán nagy sikert. A filmet a Cannes-i Nemzetközi Filmfesztiválon is szimpátiával fogadták.
Az ígéretes pályakezdés után Izvickaja számos produkcióhoz kapott ajánlatot. Többnyire kortárs asszonysorsokat keltett életre és háborús témájú filmekben játszott, de egyre inkább másodrangú, később pedig már csak epizódszerepeket bíztak rá. Ok és következmény egyaránt lehetett, hogy az 1960-as évek elejére férjével együtt az alkohol rabja lett. Egy-egy nagyobb lélegzetű forgatáshoz, mint a Két tűz között sok-részes tv-sorozat felvételeihez még sikerült összeszednie magát, de utolsó epizódszerepét már csak azért adták neki, hogy a forgatás idejére (a tengerparti Szocsiban) kiszakítsák környezetéből. Miután férje magára hagyta, a már teljesen legyengült, beteg színésznőt egy napon halva találták moszkvai lakásában.

## Filmjei
- 1954 – Modern kalózok («Богатырь» идет в Марто)
- 1954 – Viharban nőttek fel (Тревожная молодость) – (R. Alekszandr Alov, Vlagyimir Naumov)
- 1955 – Az első szállítmány (Первый эшелон) – (R. Mihail Kalatozov)
- 1955 – Jó reggelt! (Доброе утро) – (R. Andrej Frolov)
- 1956 – A negyvenegyedik (Сорок первый) – (Lavrenyov novellája alapján. R. Grigorij Csuhraj )
- 1956 – A költő (Поэт) – (R. Borisz Barnet)
- 1957 – A Fekete-tenger partján (К Чёрному морю) – (R. Andrej Tutiskin)
- 1957 – A feleség (Неповторимая весна) – (R. Alekszandr Sztolper)
- 1958 – Hárman az éjszakában (Очередной рейс)
- 1959 – Apák és fiúk (Отцы и дети) – (Ivan Turgenyev regényéből. R. Natalja Rasevszkaja, Adolf Bergunker)
- 1959 – Az ember kibújik a bőréből, 1–2. (Человек меняет кожу)
- 1960 – Az ember, akinek jövője van (Человек с будущим)
- 1961 – Békét az érkezőnek (Мир входящему) – (R. Alekszandr Alov, Vlagyimir Naumov)
- 1962 – Láncreakció (Цепная реакция)
- 1962 – Armageddon (Армагеддон)
- 1964 – Két tűz között (Вызываем огонь на себя) – (Tv-sorozat)
- 1966 – Vékony jégen, 1–2. (По тонкому льду)
- 1966 – Avdotyja Pavlovna (Авдотья Павловна)
- 1966 – Az én vágyam (Мечта моя)
- 1968 – Az ember, mint a folyó… (Люди, как реки... ) – (Tv-film)
- 1969 – Minden este 11-kor (Каждый вечер в одиннадцать) – (R. Szamszon Szamszonov)